# HK Neftechimik Nizjnekamsk

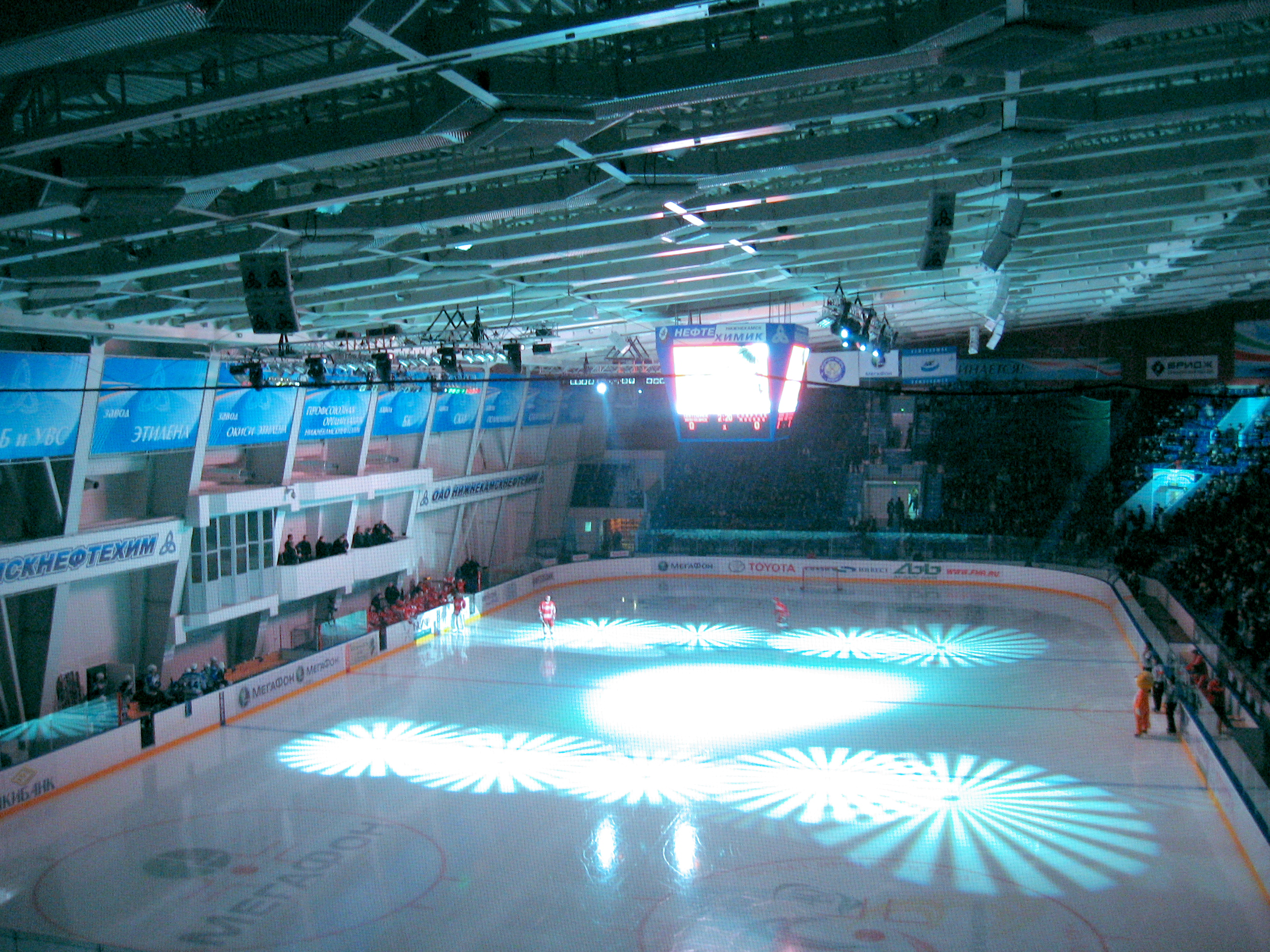
Neftechimik Nizjnekamsk spelar sina hemmamatcher i Ispalatset Neftechimik, som byggdes 2005.

HK Neftechimik Nizjnekamsk (ryska: Нефтехимик Нижнекамск, svenska: Nizjnekamsks Petrokemister) är en professionell rysk ishockeyklubb från Nizjnekamsk i delrepubliken Tatarstan. Laget spelar i Kontinental Hockey League sedan starten av ligan. Den vitryske stjärnan Michail Grabovskij har spelat i klubben.